# Jinst
Jinst (mongoliska: Жинст Сум, Жинст) är ett distrikt i Mongoliet.   Det ligger i provinsen Bajanchongor, i den centrala delen av landet, 600 km sydväst om huvudstaden Ulaanbaatar.